# 香港聖公會西九龍教區

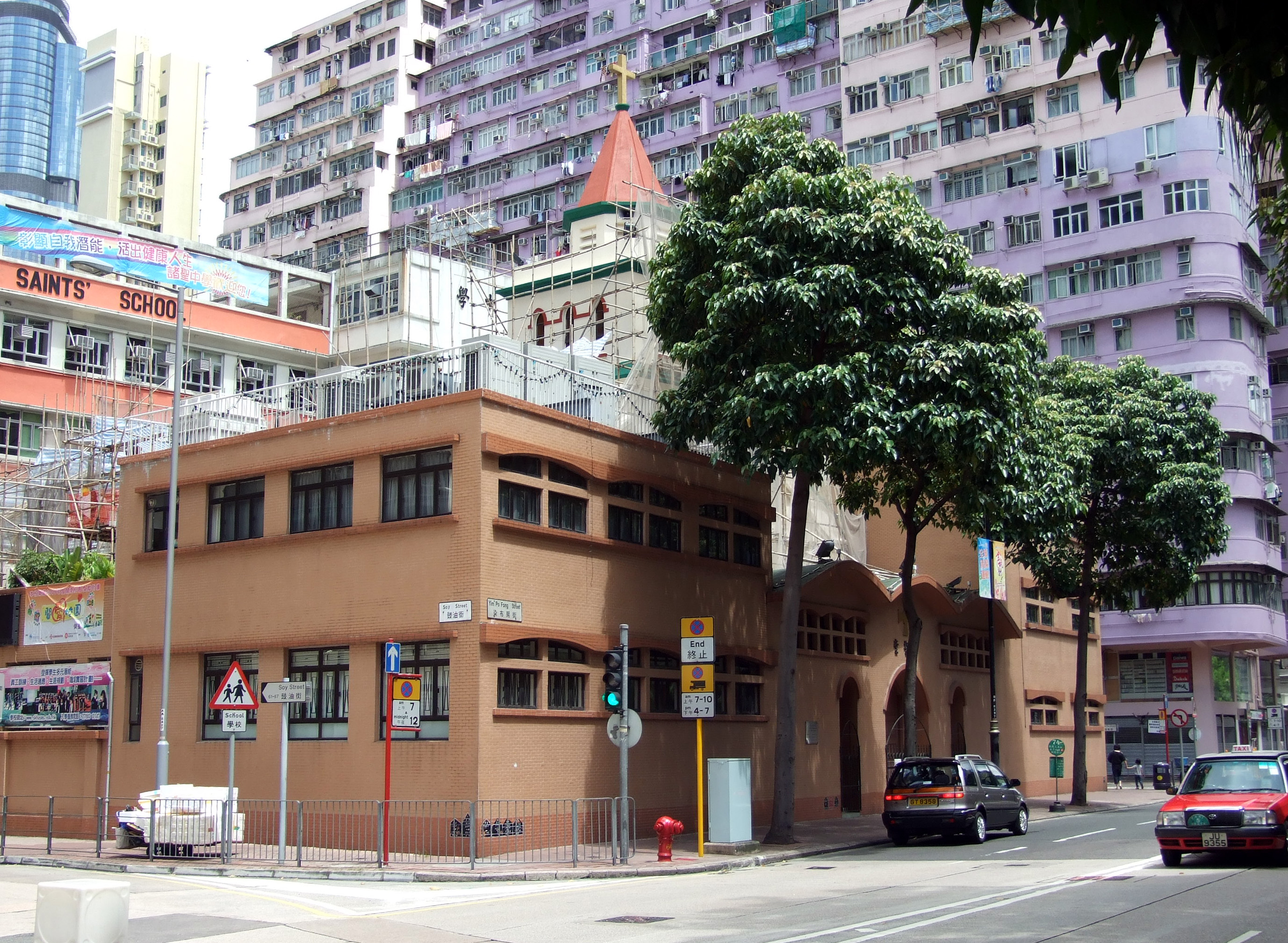
諸聖座堂

西九龍教區是1998年成立的香港聖公會教省轄下的一個教區，管轄地區包括深水埗區、油尖旺區及新界西（大嶼山北、馬灣及離島區除外，它們屬於香港島教區）。

## 歷史
聖公宗教會於一八四九年在坎特伯里大主教轄治權下成立之維多利亞教區，轄下香港及澳門，及後於一九一三年於中華聖公會教省下成立的港粵教區。而隨著新中國成立，政局動盪，港澳教區卒於一九五一年脫離全國中華聖公會。
一九八九年，第三十九屆教區議會正式議決研究將教區擴展成為教省的可能性，並任命教省委員會負責籌組教省成立事宜，為教區議會提供意見。一九九一年，第四十屆教區議會議決將港澳教區擴展為教省。這教省將成為普世聖公宗群體內自治的一員，在大主教的領導下享有獨立自主的教政權威。
一九九八年，港澳教區正式成立教省，而西九龍教區亦成為新教省中的其中一個教區。首六個月乃為三個教區成立的過渡期。而香港聖公會憲章和規例得以在各教區順利通過及接納。西九龍臨時教區議會於一九九八年三月舉行的首次會議上, 議決一九九八年十月十八日為西九龍教區成立日。

## 歷任教區主教

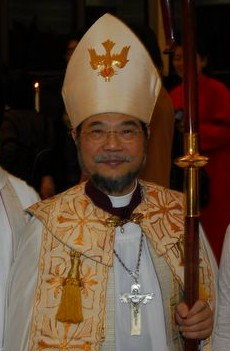
西九龍教區榮休主教蘇以葆

- 第一任：蘇以葆榮休主教（1998年─2011年底）
- 第二任：陳謳明大主教（2012年3月26日至今）

## 教區的資料
- 教區成立日期：1998年10月18日
- 教區主教：陳謳明大主教（第二任）
- 現任教區總幹事：池嘉邦牧師
- 現任教區副總幹事：范晉豪座堂主任牧師
- 教區座堂：諸聖座堂
- 教區辦事處地址：九龍旺角白布街11號

## 教區的組織
西九龍教區是由十二所教堂組成。

### 牧區
1. 諸聖座堂 All Saints' Cathedral（座堂主任：范晋豪座堂主任牧師；座堂堂牧：周偉文牧師、池嘉邦牧師、李文祺牧師、吳達維牧師、羅威廉牧師、鄭守定牧師；義務聖品：苗時敏法政牧師、丁佐輝法政牧師、蘇以葆榮休主教）
2. 聖安德烈堂（普通話及英語崇拜） St. Andrew's Church（主任聖品：麥凱歷牧師；輔理聖品：林瀚諾牧師、葉雅理牧師）
3. 聖多馬堂 St. Thomas' Church（主任聖品：何錦添牧師；輔理聖品：馮智活牧師）
4. 基愛堂 Kei Oi Church（主任聖品：李一帆牧師）
5. 聖馬提亞堂 St. Matthias' Church（主任聖品：陳榮豐牧師）
6. 青山聖彼得堂 St Peter's Church Castle Peak（主任聖品：黃健新牧師；輔理聖品：梁少珍牧師）
7. 荊冕堂 Crown of Thorns Church（主任聖品：胡偉豪牧師）
8. 聖約瑟堂 St. Joseph's Church（主任聖品：陳榮豐牧師）
9. 聖腓力堂 St. Philip's Church（主任聖品：郭志芊牧師）
10. 基督顯現堂 The Church of the Epiphany（主任聖品：周偉文牧師）
11. 聖安堂 St. Anne's Church（主任聖品：池嘉邦牧師）

### 傳道區
1. 主愛堂 Church of the Divine Love（主理聖品：劉子睿牧師）

## 教區委員會
教區轄下設有多個委員會，負責不同的工作，由教區議會經選舉產生。
委員會包括：
1. 常備委員會 Standing Committee
  1. 教區發展方向小組
  2. 憲章小組
  3. 專責小組
2. 財政委員會 Finance Committee

註：專責小組下設有：主日學、青少年、培育宣教、禮儀、牧養關懷、傳道主任

## 辦學
另座落於西九龍教區之聖公會中學、小學和幼稚園共約四十所。

### 幼稚園、幼兒學校及幼兒中心
1. 香港聖公會青山聖彼得堂青雲路幼稚園
2. 聖公會荊冕堂葵涌幼稚園
3. 聖公會荊冕堂青衣幼稚園
4. 聖公會深水埗基愛堂幼稚園
5. 聖公會聖約瑟堂幼稚園
6. 聖公會青山聖彼得堂幼稚園
7. 聖公會青山聖彼得堂山景邨幼稚園
8. 聖公會青山聖彼得堂兆麟苑幼稚園
9. 聖公會荊冕堂士德幼稚園
10. 聖馬提亞堂肖珍幼稚園
11. 聖西門良景幼稚園
12. 聖多馬堂幼稚園
13. 香港聖公會基愛幼兒學校
14. 香港聖公會聖尼哥拉幼兒學校
15. 香港聖公會夏瑞芸幼兒學校
16. 香港聖公會聖西門良景幼兒學校
17. 香港聖公會聖西門大興幼兒學校
18. 香港聖公會聖多馬幼兒中心
19. 聖公會聖馬提亞堂幼兒學校

### 小學
1. 拔萃女小學
2. 聖公會主愛小學
3. 聖公會主愛小學（梨木樹）
4. 聖公會主恩小學
5. 聖公會何澤芸小學
6. 聖公會聖約瑟小學
7. 聖公會基福小學
8. 聖公會基愛小學
9. 聖公會基榮小學
10. 聖公會靈愛小學
11. 聖公會蒙恩小學
12. 聖公會聖安德烈小學
13. 聖公會聖紀文小學
14. 聖公會聖多馬小學
15. 聖公會天水圍靈愛小學
16. 聖公會青衣主恩小學
17. 聖公會青衣邨何澤芸小學
18. 聖公會仁立紀念小學
19. 聖公會仁立小學

### 中學
1. 拔萃女書院
2. 聖公會諸聖中學
3. 聖公會白約翰會督中學
4. 聖公會林護紀念中學
5. 聖公會李炳中學
6. 聖公會聖馬利亞堂莫慶堯中學
7. 聖公會聖西門呂明才中學

## 社會服務機構
另外，西九龍教區之聖公會社會服務機構也有十四所。
1. 香港聖公會李嘉誠護理安老院
2. 香港聖公會李嘉誠長者日間護理中心
3. 香港聖公會基愛長者鄰舍中心
4. 香港聖公會深水埗綜合家居照顧服務隊
5. 香港聖公會林護長者之家
6. 香港聖公會安蔭長者日間護理中心
7. 香港聖公會屯門綜合服務 - 賽馬會青年幹線
8. 香港聖公會聖馬提亞綜合服務 - 賽馬會青年幹線
9. 香港聖公會福利協會恩澤膳
10. 康恩園
11. 香港聖公會湖景綜合復康服務 - 展能中心及宿舍
12. 香港聖公會屯門地區支援中心
13. 海員傳道會
14. 香港聖公會麥理浩夫人中心

## 參看
- 香港聖公會
  - 西九龍教區
    - 諸聖座堂
    - 聖安德烈堂
    - 荊冕堂

  - 香港島教區
  - 東九龍教區
  - 澳門傳道地區